# Pharmazeutische Äquivalenz
Die Pharmazeutische Äquivalenz zweier Arzneimittel ist gegeben, wenn sie denselben Arzneistoff in derselben molaren Menge (Dosis) enthalten, die gleiche Darreichungsform besitzen sowie gleiche Standards in Bezug auf die Qualität erfüllen. Eine Unterscheidung in Charakteristika, wie Form, Farbe und Geschmack etc. ist jedoch zulässig. Aus der pharmazeutischen Äquivalenz kann nicht zwingend Bioäquivalenz abgeleitet werden, da sich die Arzneimittel im Freisetzungsverhalten unterscheiden können.